# مدام دبليو (مسلسل)
مدام دبليو دوت كوم هو مسلسل سوري، إنتج عام 2002، من تأليف وإخراج عماد سيف الدين.

## قصة المسلسل
تدور أحداثه حول السيدة «دبليو» التي تفتتح وكالة متخصصة في قضايا ومشاكل الحياة الزوجية، بهدف دعم ومناصرة النساء اللواتي يتعرضن للخيانة والظلم من قبل أزواجهن.
يستعرض المسلسل في قالب فكاهي ساخر العديد من المغامرات والمقالب، قبل أن تسقط المدام دبليو في فخ زوج احتال عليها مدعيا أنه مظلوم من قبل زوجته.

## أبطال العمل
- سامية الجزائري الشخصية الرئيسية بـ دور مدام دبليو
- حسام تحسين بيك بـ دور ممتاز
- هدى شعراوي بـ دور أم عصام
- هدى الخطيب بـ دور هدى
- شكران مرتجى بـ دور فلتة
- رنا الأبيض بـ دور رنا
- حسام الشاه بـ دور علاء

## ضيوف الشرف
- مصطفى دياب
- مانيا نبواني
- ليلى سمور
- سوسن ميخائيل
- سحر فوزي
- عصام عبه جي
- ريم عبد العزيز
- هدى شعراوي
- جيني إسبر
- عصمت رشيد
- أمية ملص
- أدهم الملا
- ماغي بوغصن
- رافي وهبة
- طريف الأيوبي
- جرجس جبارة
- هالة شوكت